# Carl Perkins
Carl Lee Perkins (Tiptonville, 9 de abril de 1932 — Jackson, 19 de janeiro de 1998) foi um cantor-compositor e guitarrista norte-americano de rockabilly, uma mistura de rhythm and blues e country music que desenvolveu-se na Sun Records em Memphis, Tennessee no começo dos anos 50. Foi considerado o 88º melhor guitarrista de todos os tempos pela revista norte-americana Rolling Stone.

## Biografia
Nascido em Tiptonville, Tennessee, filho de um pobre fazendeiro arrendatário, Perkins cresceu cercado pela sulista música gospel cantada pelos negros que trabalhavam nos campos de algodão. Aos 7 anos de idade ele já tocava guitarra, feita por seu pai com uma caixa, um galho e uma corda de embrulho.
|                                                    | "Dixiefried" Carl Perkins cantando Dixiefried em 1956 no Sun Studio |
| Problemas para escutar este arquivo? Veja a ajuda. |                                                                     |

Em 1956, desesperadamente pobre, Perkins escreveu e gravou a música "Blue Suede Shoes". Produzida por Sam Phillips, a canção venderia milhões de cópias. No auge da fama da música, ele se envolveu em um acidente de carro quase fatal. Enquanto Perkins se recuperava, o astro em ascensão Elvis Presley lançou sua própria versão de "Blue Suede Shoes". O sucesso de Presley impediu Perkins de alcançar o sucesso que ele parecia estar destinado a alcançar; Perkins nunca mais conseguiria o mesmo destaque no mundo da música pop.
Durante sua longa carreira ele gravou inúmeros compactos e álbuns, além de compor vários sucessos tanto no rock quanto na música country. Suas músicas ganharam versões dos Beatles (Perkins inclusive colaboraria com Paul McCartney, tocando guitarra rítmica em "Ebony and Ivory", um sucesso conjunto de McCartney e Stevie Wonder e também juntamente com Paul McCartney um dueto em "Get It" do álbum Tug of War de 1982).
Quando do revival do rockabilly nos anos 80, George Harrison, Ringo Starr e Eric Clapton apareceram com ele em um especial televisivo em Londres, Inglaterra chamado ''Blue Suede Shoes: A Sessão Rockabilly".
De volta aos estúdios da Sun em 1986, Perkins se juntou à Johnny Cash, Jerry Lee Lewis e Roy Orbison para gravar o álbum Class of '55. Foi um tributo ao começo de carreira deles na Sun e em parte a reprise de uma informal jam session que ele, Presley, Cash e Lewis fizeram em 4 de dezembro de 1956 lançada como álbum com o nome Million Dollar Quartet.
Em 1987, o reconhecimento da contribuição de Perkins à música veio quando ele foi incluído no Hall da Fama do Rock and Roll.
Perkins morreu aos 65 anos de idade depois de sofrer vários derrames e foi enterrado no Ridgecrest Cemetery em Jackson, Tennessee.